# Stora Dammsjön (Hedemora socken, Dalarna)
Stora Dammsjön är en sjö i Hedemora kommun och Säters kommun i Dalarna och ingår i Dalälvens huvudavrinningsområde. Sjön är 15,5 meter djup, har en yta på 0,291 kvadratkilometer och befinner sig 223,2 meter över havet. Sjön avvattnas av vattendraget Anstaån. Vid provfiske har abborre och mört fångats i sjön.

## Delavrinningsområde
Stora Dammsjön ingår i det delavrinningsområde (669350-150357) som SMHI kallar för Utloppet av Stora Dammsjön. Medelhöjden är 240 meter över havet och ytan är 2,27 kvadratkilometer. Det finns inga avrinningsområden uppströms utan avrinningsområdet är högsta punkten. Anstaån som avvattnar avrinningsområdet har biflödesordning 2, vilket innebär att vattnet flödar genom totalt 2 vattendrag innan det når havet efter 185 kilometer. Avrinningsområdet består mestadels av skog (84 procent). Avrinningsområdet har 0,29 kvadratkilometer vattenytor vilket ger det en sjöprocent på 12,9 procent.